# Bulls on Parade
Bulls on Parade – pierwszy singel amerykańskiej grupy Rage Against the Machine z albumu Evil Empire wydany w 1996.
Piosenka „Bulls on Parade” pod względem lirycznym stanowi krytykę amerykańskiej władzy, która angażuje się w konflikty zbrojne i inwestuje pieniądze na rynku zbrojeniowym, a jednocześnie zapewnia o swojej „prorodzinności”.

## Lista utworów
1. „Bulls on Parade”
2. „Hadda Be Playing on the Jukebox [Live-version]”

## Notowania
| Rok  | Single          | Chart                   | Pozycja |
| ---- | --------------- | ----------------------- | ------- |
| 1996 | Bulls on Parade | Mainstream Rock Tracks  | No. 36  |
| 1996 | Bulls on Parade | Modern Rock Tracks (US) | No. 11  |
| 1996 | Bulls on Parade | Official U.K. Top 40    | No. 8   |